# Jazz Focus Records
Jazz Focus Records war ein kanadisches Jazz-Label der 1990er- und 2000er-Jahre.
Das unabhängige Label Jazz Focus, das seinen Geschäftssitz in Calgary hatte, wurde von dem aus England stammenden Psychiater, Autor und Jazzfan Philip Barker (1929–2015) gegründet. Barkers Plattenlabel ging aus seiner gleichnamigen Radioshow hervor, die er lange Jahre für den Campus-Sender CJSW-FM der University of Calgary geleitet hatte. Auf dem Label erschienen ab den frühen 1990er-Jahren insgesamt 37 Produktionen aus dem Bereich des Modern Jazz; erste Veröffentlichung war das Soloalbum Arrival der Pianistin Jessica Williams. Es folgten bis Mitte der 2000er-Jahre Aufnahmen u. a. von Jack Brownlow, Brian Buchanan, Keith Copeland, Herb Ellis, Hugh Fraser, Misako Kano, Marilyn Lerner, Dado Moroni, John Nugent, Michael Rabinowitz, George Robert, Kendra Shank, Kent Sangster, Jay Thomas, Don Thompson, Leroy Vinnegar, Patty Waters und Lily White.